# Третьяковская (станция метро)
«Третьяко́вская» — кросс-платформенная станция Московского метрополитена на Калужско-Рижской и Калининской линиях, для последней из которых является конечной. До 20 февраля 2023 года являлась единственной конечной кросс-платформенной станцией для одной из линий в Московском метрополитене. Расположена в районе Замоскворечье (ЦАО); названа по Третьяковской галерее. Открыта 3 января 1971 года в составе участка «Октябрьская» — «Площадь Ногина» (ныне «Китай-город») на Калужском радиусе будущей Калужско-Рижской линии и 25 января 1986 года в составе участка «Марксистская» — «Третьяковская» на Калининском радиусе будущей Калининско-Солнцевской линии. Пилонная трёхсводчатая станция глубокого заложения с одной островной платформой в каждом из залов.
|  |  |  |  |

|  |  |  |  |

|  |  |  |  |

|  |  |  |  |

|  |  |  |  |

|  |  |  |  |

|  |  |  |  |

|  |  |  |  |

|  |  |  |  |

|  |  |  |  |

|  |  |  |  |

|  |  |  |  |

|  |  |  |  |

|  |  |  |  |

|  |  |  |  |

|  |  |  |  |

|  |  |  |  |

|  |  |  |  |

|  |  |  |  |

|  |  |  |  |

|  |  |  |  |

|  |  |  |  |

|  |  |  |  |

|  |  |  |  |

|  |  |  |  |

|  |  |  |  |

|  |  |  |  |

|  |  |  |  |

|  |  |  |  |

|  |  |  |  |

|  |  |  |  |

|  |  |  |  |

|  |  |  |  |

|  |  |  |  |

|  |  |  |  |

|  |  |  |  |

## История
Южный зал станции был открыт 3 января 1971 года в составе участка «Октябрьская» — «Площадь Ногина» (ныне «Китай-город») на Калужском радиусе будущей Калужско-Рижской линии одновременно с открытием участка «Таганская» — «Площадь Ногина» на Ждановском радиусе будущей Таганско-Краснопресненской линии. После ввода в эксплуатацию указанных участков в Московском метрополитене стало 89 станций.
Новая станция получила пересадку на станцию «Новокузнецкая» Горьковско-Замоскворецкой линии и носила такое же название до июня 1983 года; нынешнее название дано по расположенной неподалёку Третьяковской галерее.
11 января 1986 года был открыт северный зал станции. В этот день на один из путей нового зала было переключено движение поездов Калужско-Рижской линии в направлении станции «Октябрьская». Следующие две недели выполнялись работы по переключению старого пути в южном зале для Калининской линии. 25 января 1986 года было открыто движение поездов по участку «Марксистская» — «Третьяковская» на Калининской линии, в результате «Третьяковская» Калининской линии стала 132-й станцией Московского метрополитена.
Среди путевого развития сохранился один из двух соединительных съездов с Калининской на Калужско-Рижскую линию — пошёрстный, а противошёрстный разобрали.

### Теракт на станции «Третьяковская»
1 января 1998 года в вестибюле станции «Третьяковская» произошёл теракт. В результате действия взрывного устройства, мощность заряда которого оценивается в 150 г ТНТ, три человека были ранены. Взрывное устройство спрятали в небольшой сумочке. Она была обнаружена машинистом и, поскольку вызвала его подозрения, передана дежурной по станции, которая вызвала милицию. Взрывное устройство сработало до появления милиции и повлекло ранение самой дежурной и двух уборщиц, находившихся неподалёку.

## Особенности
В составе «Третьяковской» — два зала. На станции устроена кросс-платформенная пересадка: для того чтобы осуществить пересадку на другую линию, достаточно перейти на противоположную сторону платформы. Попасть в параллельный зал можно по лестничному переходу, входы в который расположены в центре залов. При следовании по Калужско-Рижской линии на юг для пересадки необходимо перейти в другой зал. В южный зал прибывают поезда Калужско-Рижской линии, следующие в сторону станции «Китай-город», и поезда Калининской линии, следующие в сторону станции «Марксистская»; в северный зал прибывают поезда Калужско-Рижской линии, следующие в сторону станции «Октябрьская». На поезда Калининской линии, прибывающие в северный зал, посадки нет, так как станция является конечной для этой линии. Станция имеет два кода и составляет четырёхпикетовый транспортный узел.

## Вестибюли
Станция не имеет наземных вестибюлей; вход (с Малой Ордынки и Климентовского переулка) осуществляется через подземный переход (в который с улицы имеется только один вход). Подземный вестибюль у обоих залов общий; в него ведут эскалаторные наклоны, причём северный эскалаторный наклон находится в плане не на одной прямой с центральным залом, а переходит в него под углом.

## Пересадки
Помимо пересадки между Калужско-Рижской и Калининской линиями, с «Третьяковской» можно осуществить пересадку на станцию «Новокузнецкая» Замоскворецкой линии. Всего существует 3 действующих перехода (2 оборудованных эскалаторами торцевых и 1 лестничный в центре южного зала), а также имеется задел под лестничный переход в центре северного зала. В торце южного зала начинается переход в торец «Новокузнецкой» (эскалатор работает только в сторону от Новокузнецкой); из торца северного зала по переходу можно попасть в центральную часть «Новокузнецкой» (эскалатор работает в обе стороны). Также в центре южного зала имеются лестничные марши более длинного перехода на южную часть платформы «Новокузнецкой». На выходе из этого перехода на «Новокузнецкой» имелись турникеты, не пропускающие пассажиров обратно (демонтированы в 2011 г.). В северном зале имеются неиспользуемые закрытые лестничные марши планируемого ранее перехода в северную часть платформы «Новокузнецкой».

## Техническая характеристика
«Третьяковская» — пилонная станция глубокого заложения (глубина — 46 метров) с тремя сводами. Построена по проекту архитекторов В. Г. Поликарповой и А. А. Маровой (южный зал), Р. И. Погребного и В. З. Филиппова (северный зал). Пилоны и путевые стены южного зала отделаны серым мрамором, пол выложен серым гранитом. Путевые стены северного зала облицованы розовым мрамором; их украшают бронзовые портреты русских художников (работы А. Н. Бурганова). Светильники находятся в верхней части пилонов.

## Станция в цифрах
- Код станции Калужско-Рижской линии — 097.
- Код станции Калининской линии — 085.
- Время открытия станции для входа пассажиров — 5:30, время закрытия — в 1:00[10].
- Таблица входного/выходного пассажиропотока по состоянию на март 2002 года (значения по линиям указаны пропорционально общему пассажирообороту по каждой из сопряжённых линий пересадочного узла)[11]:

|                        | Вход (чел./сутки) | Выход (чел./сутки) | В сумме (чел./сутки) |
| Калужско-Рижская линия | 37 890            | 35 760             | 73 650               |
| Калининская линия      | 11 900            | 11 240             | 23 140               |
| В сумме                | 49 790            | 47 000             | 96 790               |

- Таблица времени прохождения первого поезда через станцию[12][13]:

| По чётным числам                 | Будние дни | Выходные дни |
| По нечётным числам               | Будние дни | Выходные дни |
| В сторону станции «Октябрьская»  | 05:52:00   | 05:54:00     |
| В сторону станции «Октябрьская»  | 05:53:00   | 05:54:00     |
| В сторону станции «Китай-город»  | 05:41:00   | 05:41:00     |
| В сторону станции «Китай-город»  | 05:53:00   | 05:53:00     |
| В сторону станции «Марксистская» | нет данных | нет данных   |
| В сторону станции «Марксистская» | нет данных | нет данных   |

## Наземный общественный транспорт
На этой станции можно пересесть на следующие маршруты городского пассажирского транспорта:
- Автобусы: м90, н8, н16
- Трамваи: А, 3, 39

## Достопримечательности
- Третьяковская галерея
- Болотная площадь
- Православная церковь Климента Папы Римского
- Православная Скорбященская церковь на Большой Ордынке
- Православный храм Воскресения Христова в Кадашах
- Православный храм Святителя Николая в Пыжах
- Православный храм Иверской иконы Божией Матери на Всполье (великомученика Георгия Победоносца на Всполье)
- Дом-музей Островского

## Галерея
| - Северный зал - Зал станции - Название станции на путевой стене - Выход к эскалаторам |

| - Южный зал - Зал станции - Название станции на путевой стене - Проход из центрального зала на посадочную платформу |